# إدوارد هاردين
إدوارد هاردين (بالإنجليزية: Edward Hardin)‏ هو مهندس أمريكي، ولد في 13 يوليو 1922 في سانت لويس في الولايات المتحدة، وتوفي في 13 مايو 2006 في كوليفيل في الولايات المتحدة.